# Fitzroy Square
Fitzroy Square è una piazza georgiana situata nel London Borough of Camden, a Londra. La piazza è l'unica situata nell'area conosciuta come Fitzrovia.

## Etimologia
Il nome della piazza è dato da Charles FitzRoy, un politico inglese che si stabilì nell'area.

## Storia

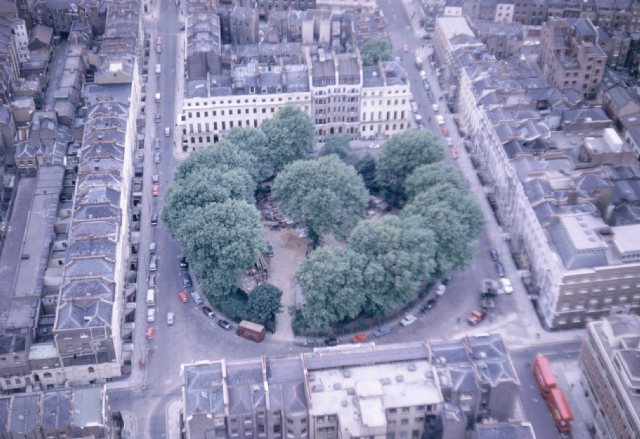
Fitzroy Square vista dalla BT Tower.

La piazza è stata progettata dall'architetto Robert Adam. La progettazione fu concessa nel 1792, fu iniziata nel 1794 e fu terminata nel 1796. L'anno successivo iniziarono i lavori.
Le Guerre Napoleoniche rallentarono in modo considerevole i lavori per la costruzione della piazza: infatti per un arco di tempo i lavori si fermarono, lasciando completi solamente il lato meridionale e orientale della piazza. I lavori ricominciarono subito dopo il termine delle guerre.

La piazza fu descritta nel seguente modo:
(Ecco come fu descritta la piazza da un londinese.)
Il lato settentrionale e occidentale della piazza furono rispettivamente terminati nel 1827-1829 e bel 1832-1835.

## Edifici

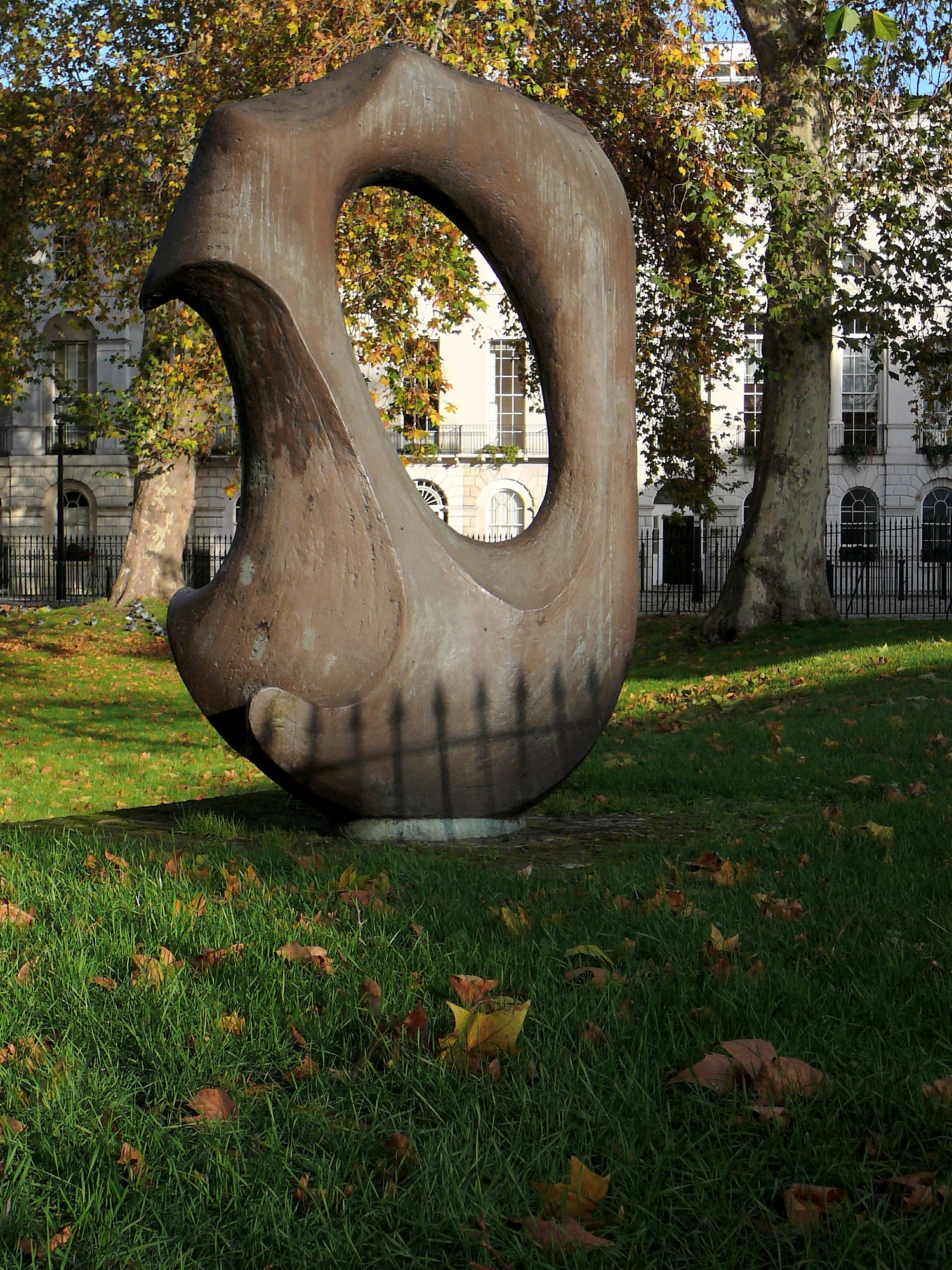
Scultura nella piazza.

Fitzroy Square ospita le ambasciate della Liberia (n°23) e del Mozambico (n°21). A Conway Street, vicino alla piazza, c'è l'ambasciata della Croazia.
A Fitzroy Square sono presenti anche la libreria e gli uffici del Gruppo Georgiano, al n°6, mentre il St. Luke's Hospital è al n°12 e 13 della piazza.

Invece al n°28 c' è il quartier generale della magistratura.
Il resto degli edifici sono monumenti classificati di grado I.

## Personalità che hanno vissuto nell'area
- Il critico William Archer (al n°27);
- Ford Madox Brown (al n°37 prima del 1862);
- William Farr, un epidemiologo che stabilì il suo primo studio a Fitzroy Square;
- L'Omega Workshops di Roger Fry (n°33);
- Duncan Grant (n°21);
- August Wilhelm von Hofmann (n°9);
- Ian McEwan;
- William Nisbet;
- William Quiller (n° 37 dal 1862);
- Il terzo marchese di Salisbury Robert Gascoyne-Cecil (n°21);
- George Bernard Shaw (n°29);
- Virginia Woolf (n°29);
- Il primo direttore della National Gallery Sir Charles Lock Eastlake (n°7).

## Trasporti
Vicino a Fitzroy Square ci sono le fermate della Tube di Great Portland Street e di Warren Street.

## Galleria d'immagini

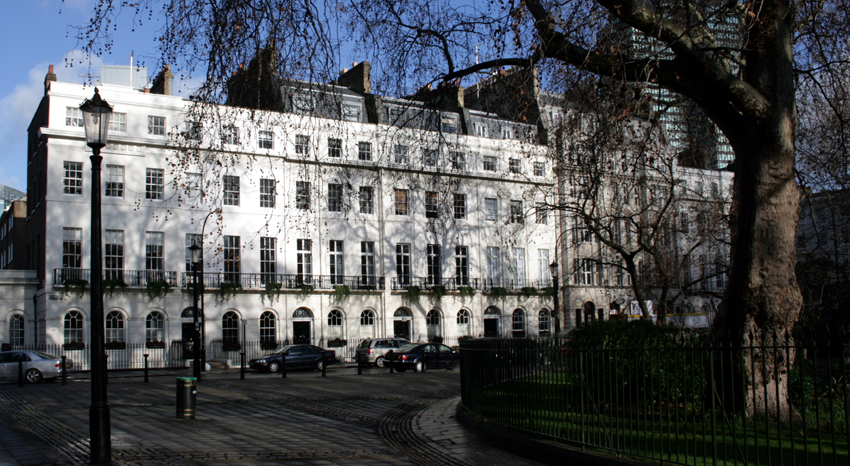
Il lato settentrionale della piazza.
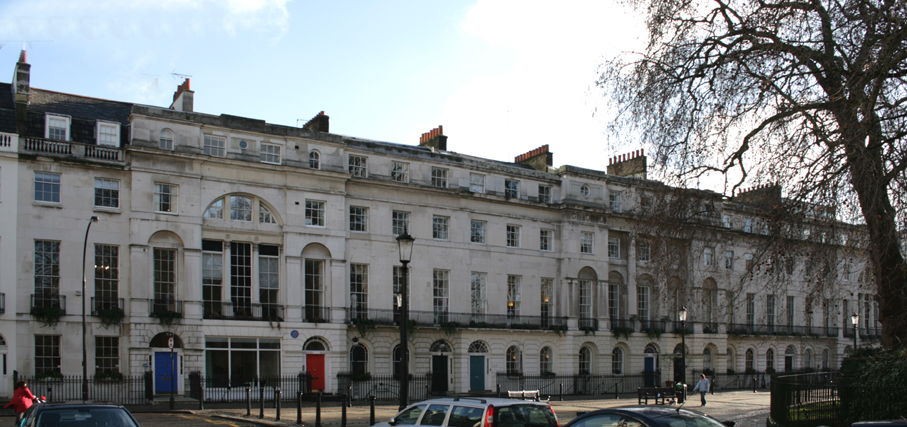
Il lato orientale della piazza.
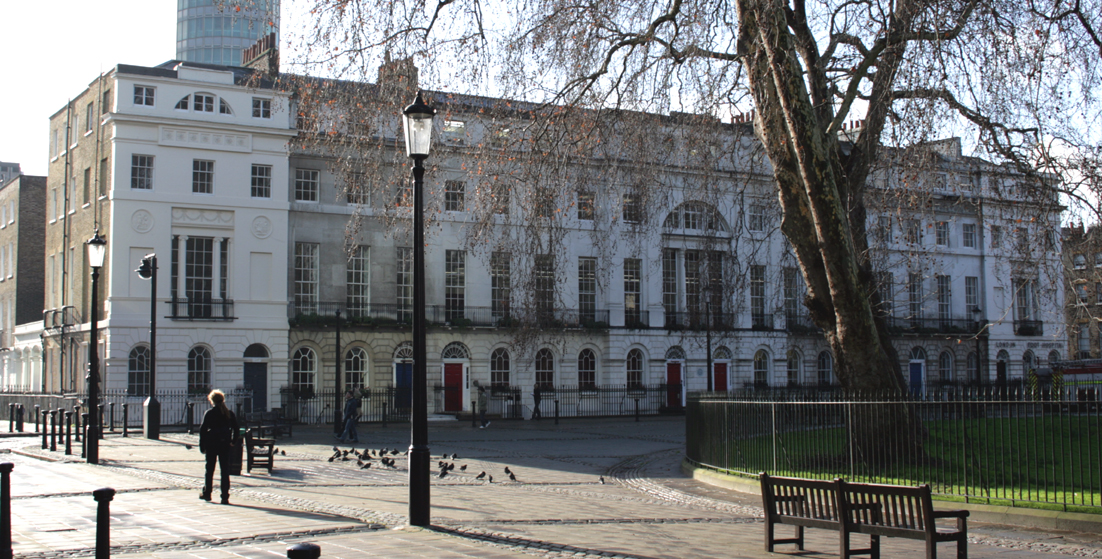
Il lato meridionale della piazza.
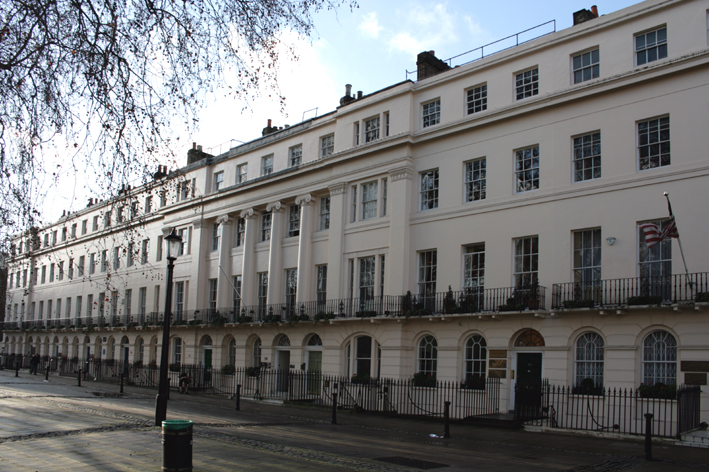
Il lato occidentale della piazza.